# Rue des Arceaux
La rue des Arceaux est une voie de circulation de la commune de Mont-de-Marsan, dans le département français des Landes.

## Présentation
Cette artère du centre-ville témoigne des origines médiévales de la cité. Elle se caractérise par la présence de six passages couverts à colombage, typique des maisons landaises avec remplissage en torchis ou en briques. D'un tirant d'air de 2,50 mètres maximum, ils reposent sur des poutres en bois, reliant les premiers étages d'immeubles se faisant vis-à-vis  et appartenant à un même propriétaire : 
- côté ouest : se trouvent les réserves ou dépendances donnant sur la rue Henri Thiébaud dans lesquelles sont stockées les marchandises, provenant jadis du port de Mont-de-Marsan situé sur la Midouze en contrebas ;
- côté est : se situent les commerces donnant sur la rue du Bourg (section nord de l'actuelle rue Léon-Gambetta) pour la vente au détail[3].

### Situation et accès
Elle relie la rue de la Gourotte à la rue Léon-Gambetta. Elle se compose de deux tronçons formant un angle droit :
- le tronçon débouchant sur la rue Léon-Gambetta est réservé à la circulation piétonne en raison de ses faibles dimensions (longueur : 22 mètres, largeur : entre 1,8 et 2,4 mètres) ;
- le second tronçon, parallèle à la rue Léon-Gambetta et débouchant sur la rue de la Gourotte, présente la caractéristique d'être traversé par six passages couverts, également dits « pontets ». Plus grand que le premier (longueur : 46 mètres, largeur : 4 mètres), il est accessible aux automobiles[2].

### Nom
La rue est dénommée « rue des Couverts » sur le plan des alignements de 1845. Son nom actuel de « rue des Arceaux » figure dans les dénominations de rue attribuées le 14 avril 1899. Cette appellation est impropre car ce ne sont pas des « arceaux » qui ornent la rue mais des passages couverts, dits « couverts » ou « pontets », dont un autre exemple se situait jusqu'en 2024 dans la rue Maubec.

## Historique
Moyen Age
Cette artère est tracée dans le « bourg de la Grande Fontaine », première extension de la ville au sud du Midou dans la deuxième moitié du XIIe siècle puis englobée dans les remparts de Mont-de-Marsan dans la seconde moitié du XIIIe siècle.
L'immeuble situé au n°15, dans le coude de la rue, présente une meurtrière sur sa façade. Jusqu'à la Révolution française, c'est la maison du guet, endroit où l'on détenait pour la nuit les personnes alcoolisées et les fauteurs de troubles.

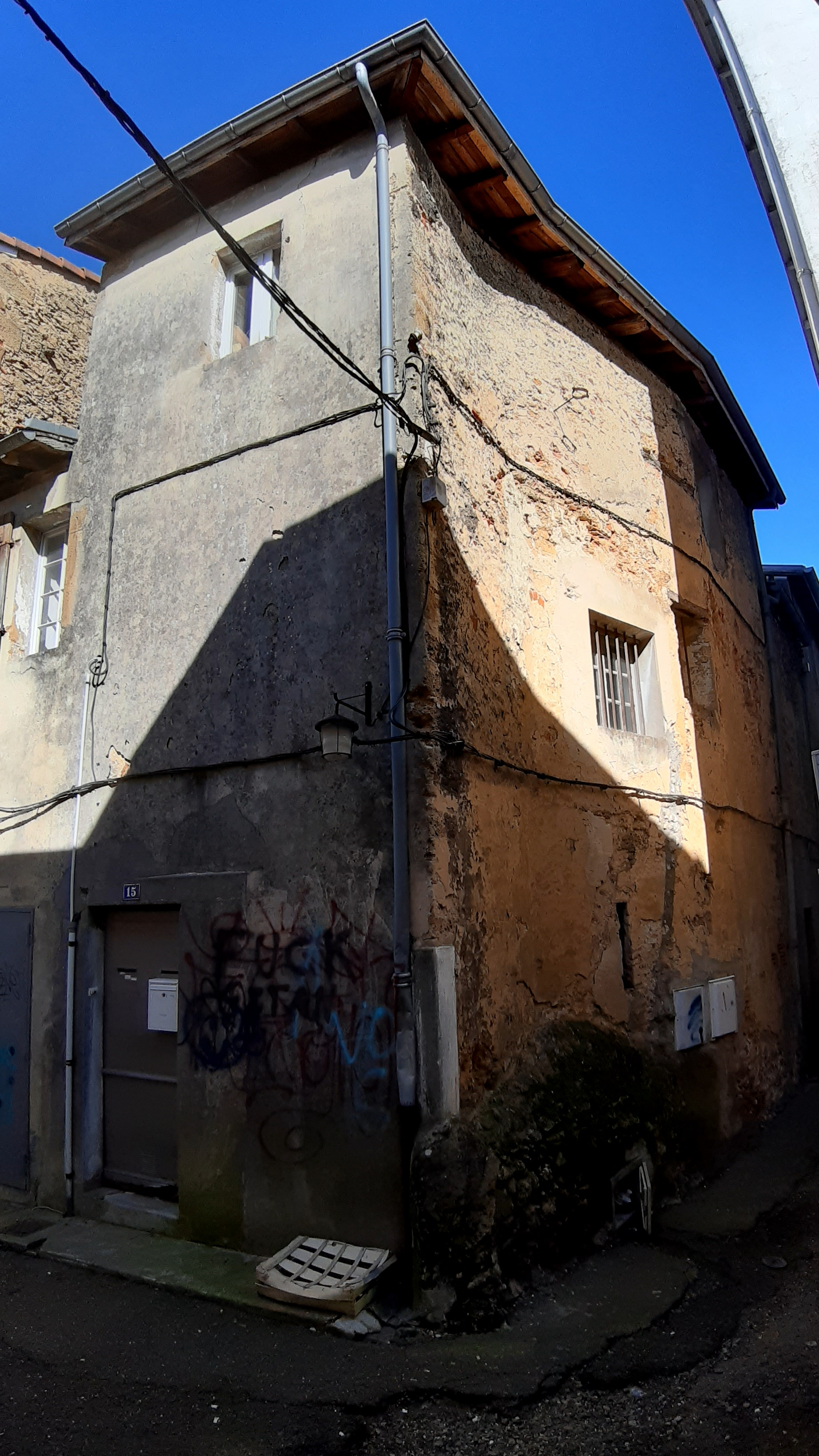
Immeuble au n°15, ancienne maison du guet
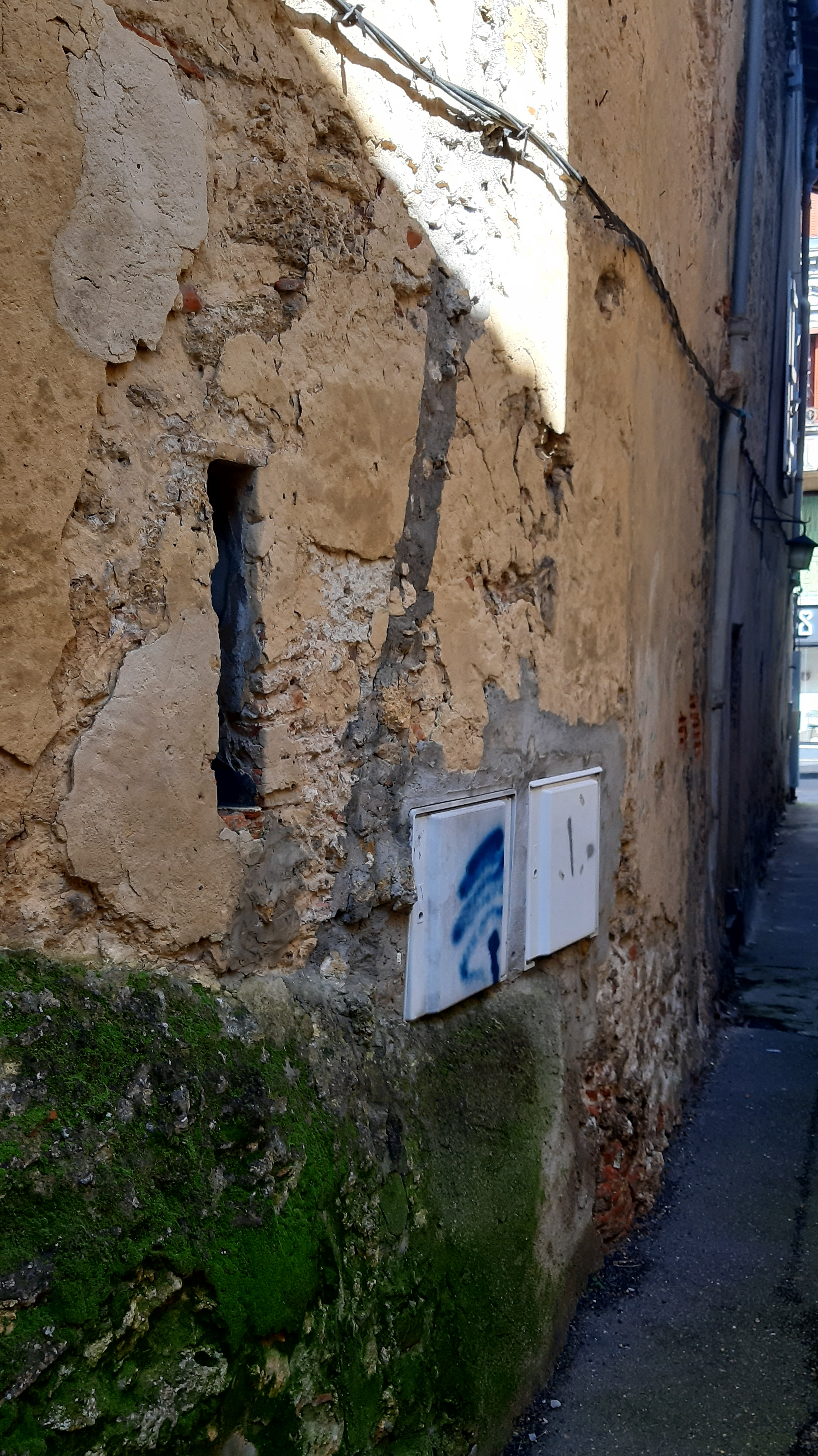
Meurtrière de l'ancienne maison du guet

XIXe siècle
Au début du XIXe siècle, le plus court des deux tronçons se prolongeait avant le coude jusqu'à la rue Henri-Thiébaud par une voie publique dite « ruelle de Bié », du nom d'une famille de marchands de la ville. Lors de sa séance du 22 mars 1824, le conseil municipal demande sa fermeture par des portes par mesure de sûreté. Cette ruelle existe toujours. Devenue propriété privée, elle est rattachée aux immeubles contigus et fermée par une porte donnant sur la rue des Arceaux. Par décret du 16 mai 1845, le conseil municipal interdit la construction de nouveaux pontets dans cette rue, en justifiant la décision par la gêne au passage des voitures à chevaux qu'ils occasionnent.

## Galerie
Photos anciennes

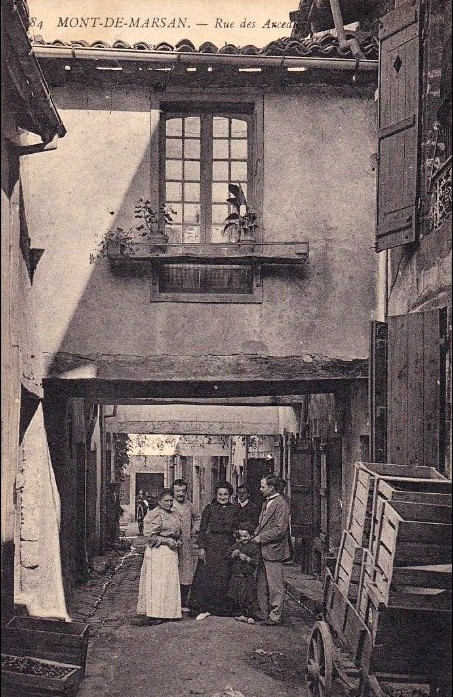
Rue des Arceaux, photo ancienne.
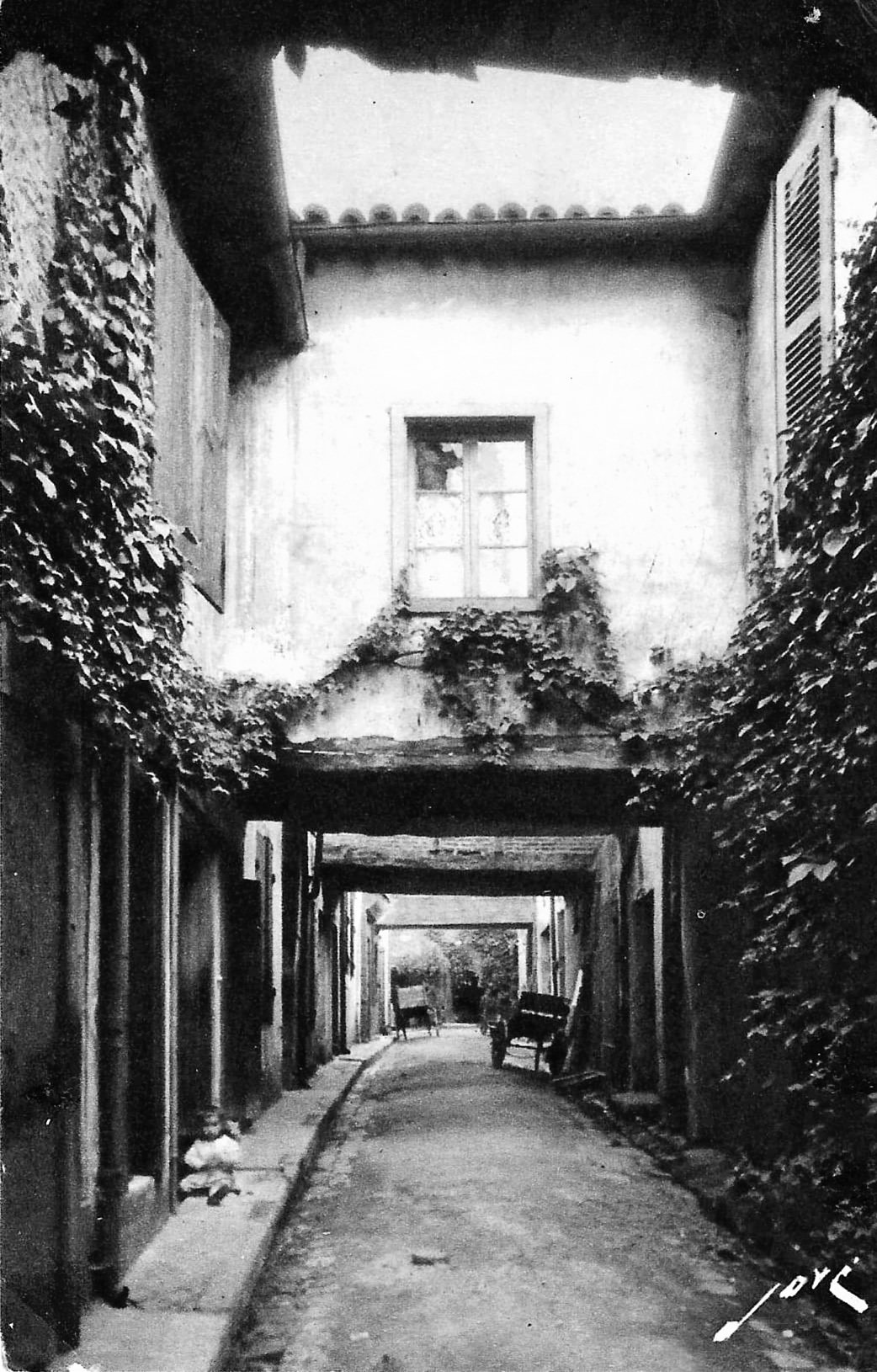

Photos contemporaines

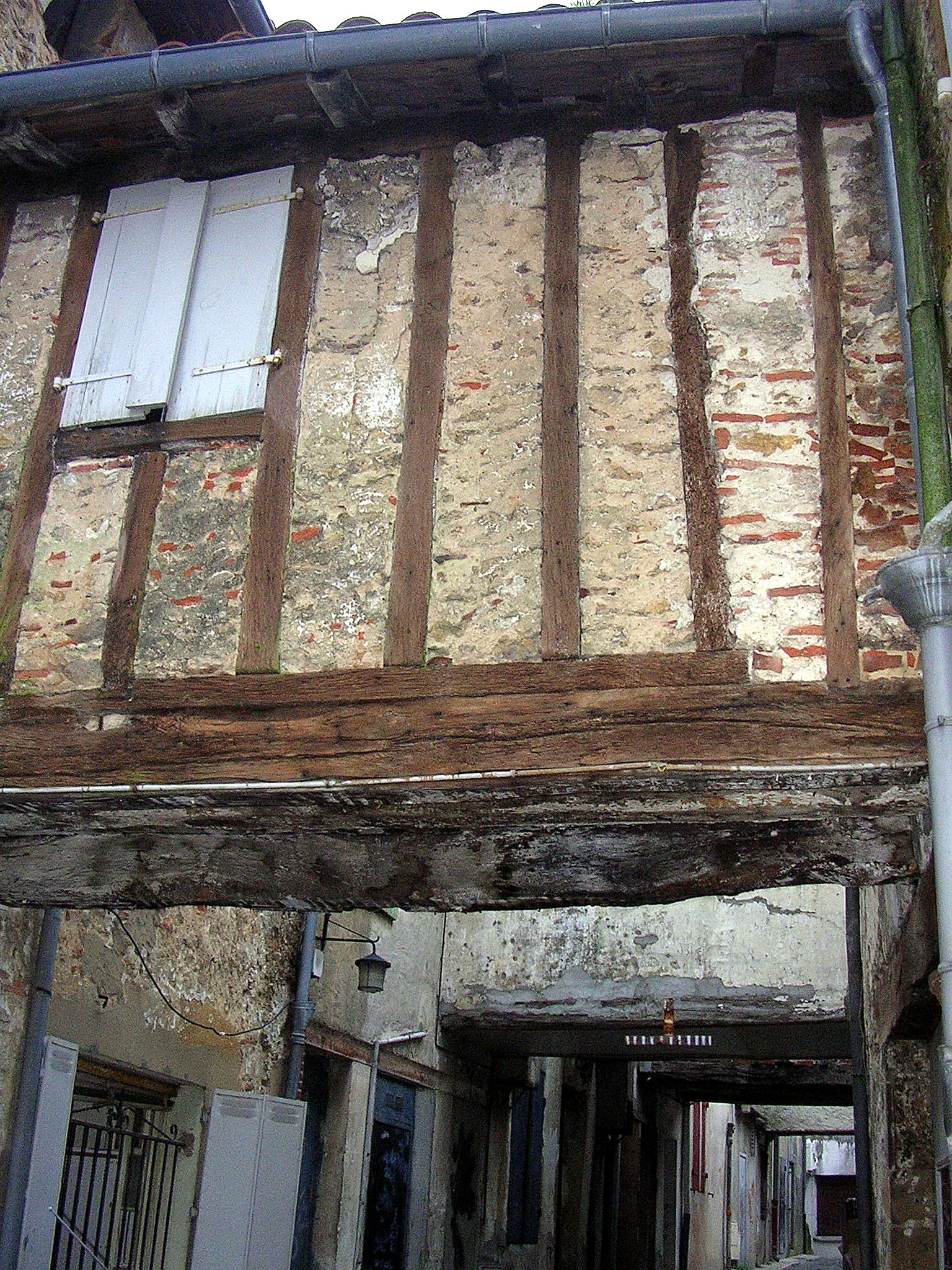
Détail d'un pontet.
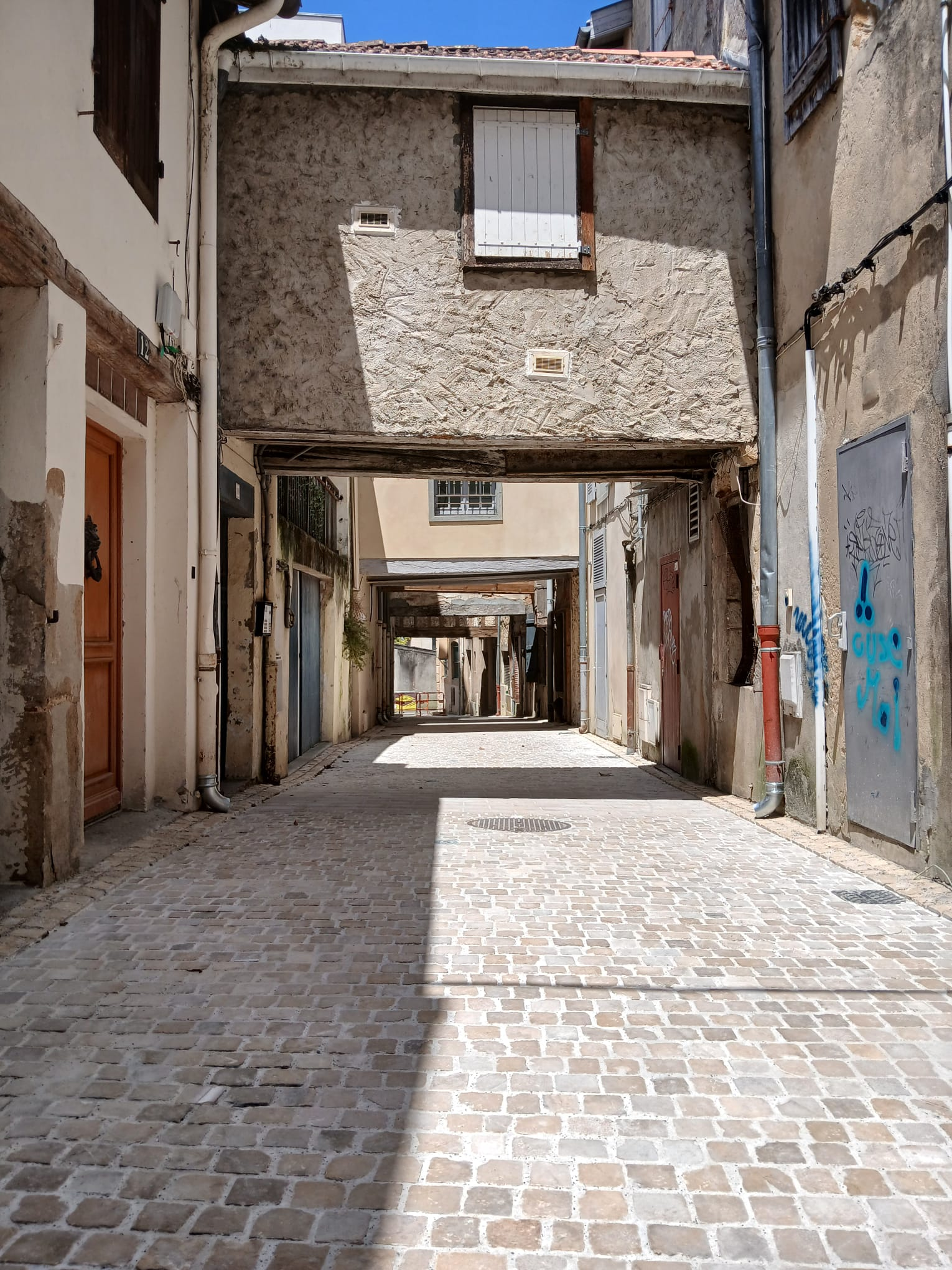
Rue des Arceaux, en direction de la rue de la Gourotte.
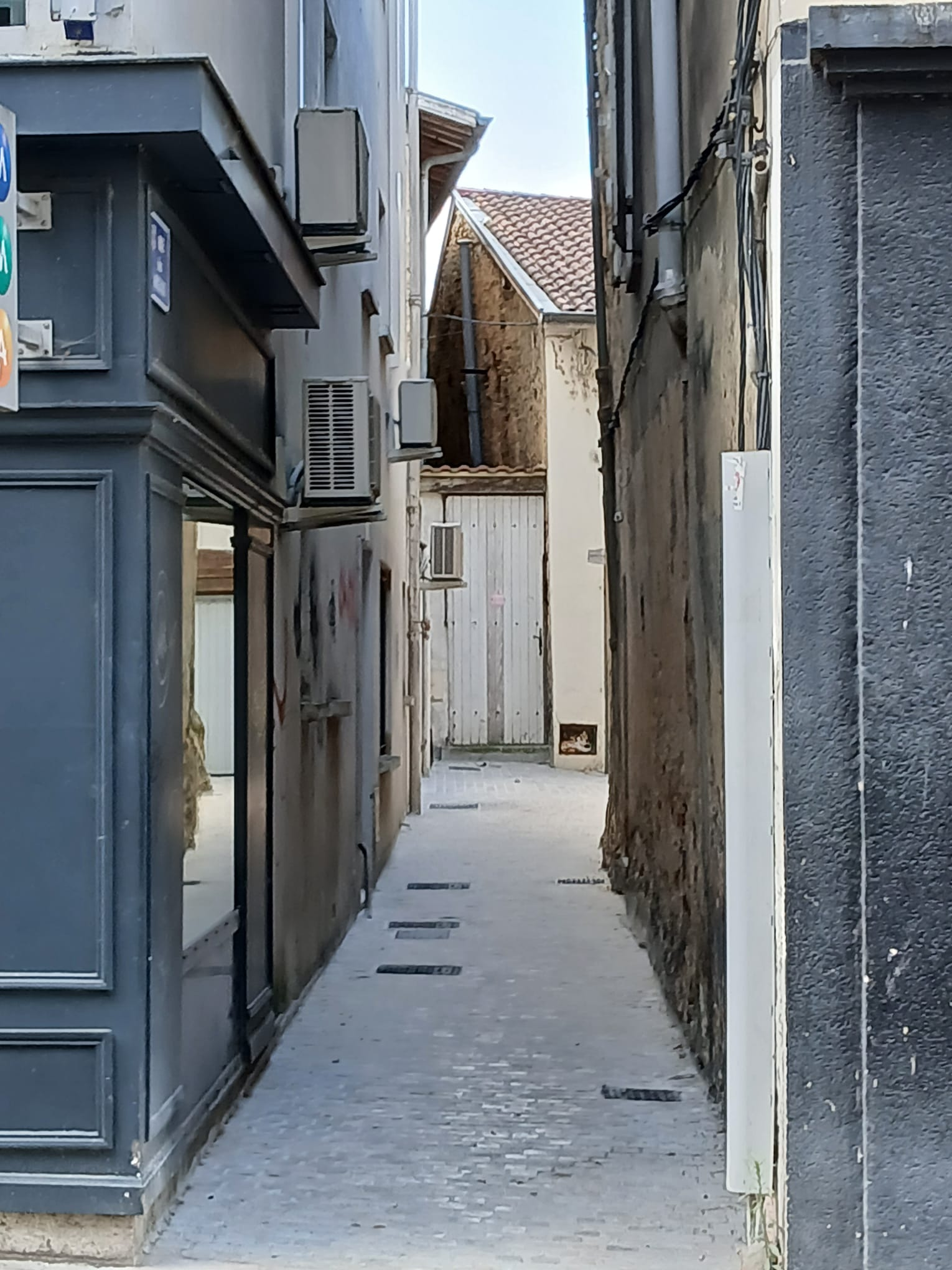
Porte en bois peinte en blanc (au fond sur cette photo) dans le coude de la rue fermant la ruelle de Bié (vue de la rue Gambetta).